# Squadristi, a noi!
Squadristi, a noi! (nota anche nella grafia: Squadristi: a noi!) è un brano composto da Carlo Concina e musicato da C. Bruno nel 1939. 
Il brano musicale è un incitamento alla vittoria della seconda guerra mondiale (scoppiata proprio nel 1939) e agli squadristi, ovvero gli aderenti al partito fascista d'azione della prima ora, chiamati ora nuovamente alle armi in difesa della Patria. Il riferimento ai fascisti della prima ora presente nella strofa La Vecchia Guardia è la barriera, / la sentinella che l’Impero sempre veglierà li incardina nella difesa del nuovo impero coloniale italiano costituito a partire dalla vittoria della guerra d'Etiopia nel 1936 con in capo l'ideale di ricostruire l'antico impero romano (siamo passati e passeremo / su quelle strade che furon di Roma). Il riferimento al manganello, caro allo squadrismo della marcia su Roma, è presentato ora come strumento non tanto di temibile difesa, quanto piuttosto come un elemento identificativo di una precisa appartenenza politica e di una fede incrollabile negli ideali del fascismo (Il manganello è sempre quello / che fa tremare e sa domar chi oserà).